# Ullmann Spur
Der Ullman Spur ist ein 275 m hoher Bergkamm auf King George Island im Archipel der Südlichen Shetlandinseln. Er liegt zentral am Kopfende des Martel Inlet, einer Seitenbucht der Admiralty Bay.
Kartiert und benannt wurde er vom französischen Polarforscher Jean-Baptiste Charcot bei der Fünften Französischen Antarktisexpedition (1908–1910). Namensgeber ist vermutlich ein Sponsor der Expedition.